# Bitva u Hafrsfjordu
Bitva o Hafrsfjord (norsky: Slaget i Hafrsfjord) byla velká námořní bitva svedená ve fjordu zvaném Hafrsfjord někdy mezi lety 872 a 900, která vyústila ve sjednocení Norska, neboli ve vznik Norského království. Po bitvě se totiž vítězný vikingský náčelník Harald Krásnovlasý prohlásil prvním králem Norů a poprvé sloučil několik tzv. drobných království pod jediného panovníka. Bitva znamenala rozdrcení Haraldovy opozice z jihozápadní části Norska (především Rogalandu, ale také náčelníků z oblasti Sognefjordu), která byla možná podporována Dány.

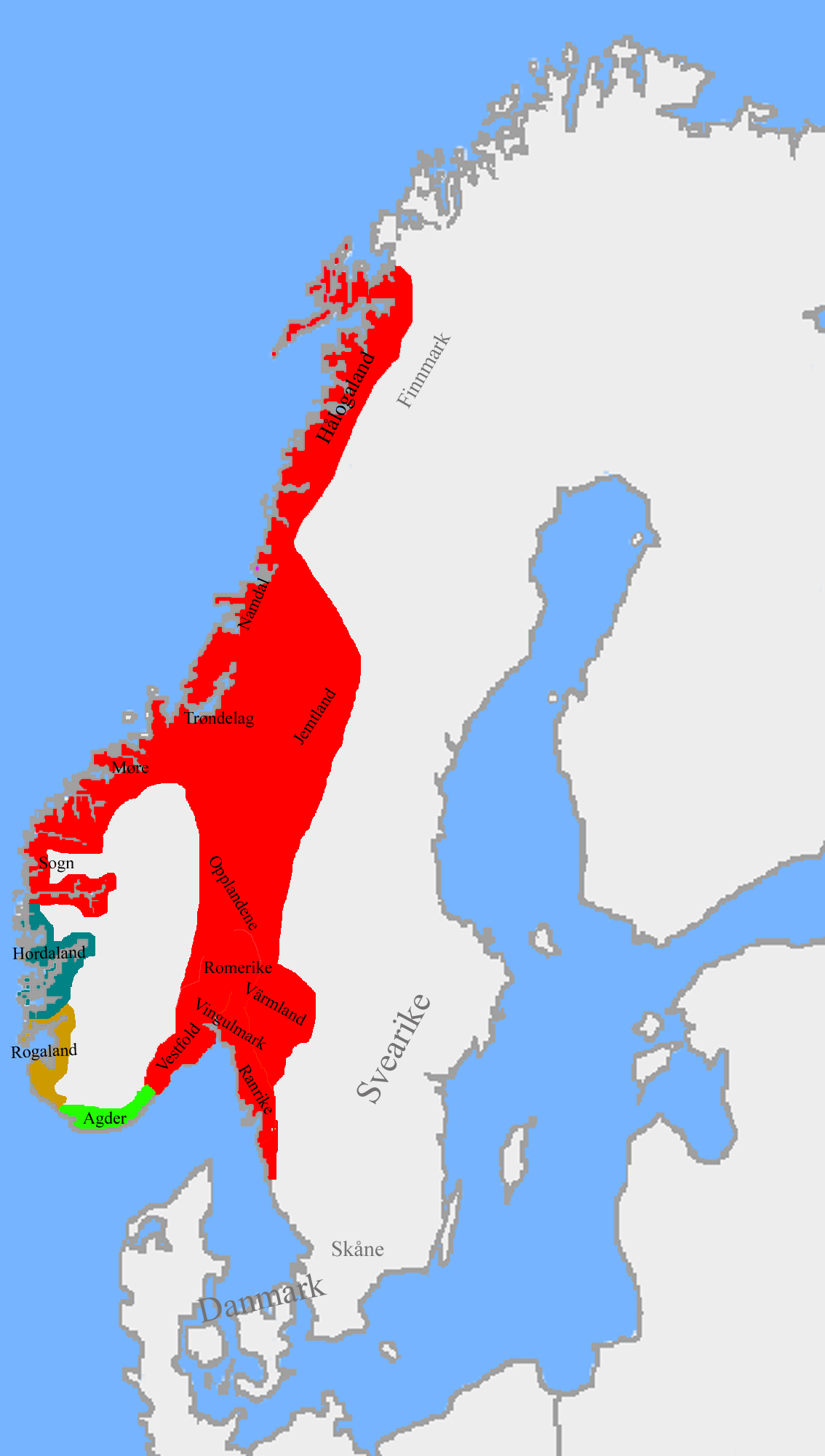
Norská drobná království kolem roku 872, doba bitvy u Hafrsfjordu.

Mnoho poražených, kteří se nepodřídili Haraldově vládě, emigrovalo na Island. Ačkoli většina historiků má v současné době tendenci považovat sjednocení za postupný proces trvající staletí, spíše než za výsledek jediné bitvy, bitva u Hafrsfjordu stále hraje roli zásadního mezníku v kolektivní paměti Norů. Bitva byla patrně největším ozbrojeným střetnutím, jakou do té doby norské území zažilo, a i ještě dlouhou dobu poté. Bitva je zaznamenána v baladě Haraldskvæthi or Hrafnsmól napsané Haraldovým dvorním básníkem Thorbjörnem Hornklofim a v sáze Heimskringle Snorriho Sturlusona, sepsané ovšem až 300 let po bitvě.

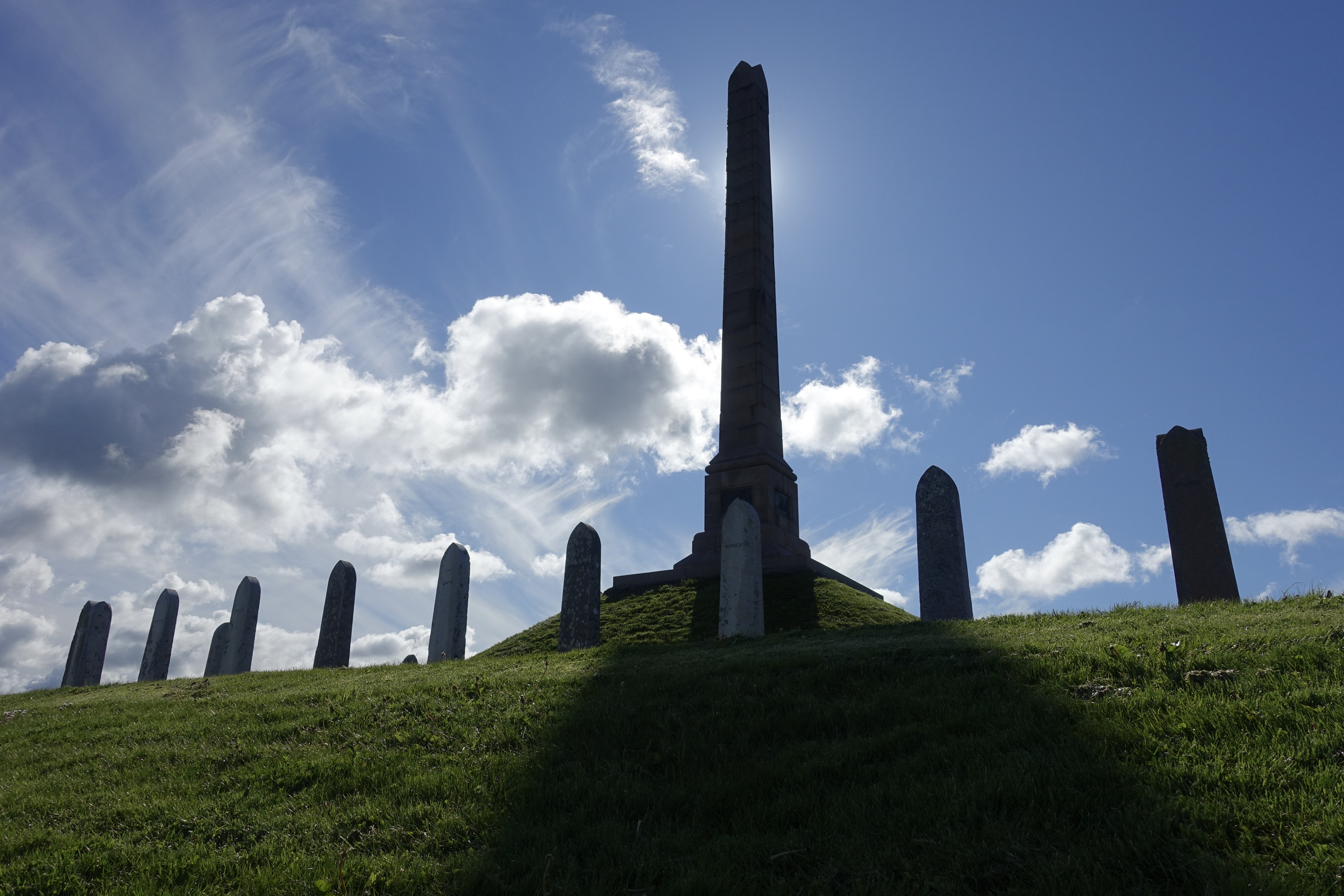
Národní památník Haraldshaugen

Přesný rok bitvy není znám. Tato nejistota je způsobena nedostatkem zdrojů a částečně i tím, že v té době ještě nebyl zaveden křesťanský kalendář. Ve 30. letech 19. století historik Rudolf Keyser spojil bitvu s rokem 872. To umožnilo také velkolepou oslavu tisíciletí norského státu v roce 1872. U té příležitosti byl také na paměť bitvy postaven národní památník Haraldshaugen. Ve 20. letech 20. století se však o datu začalo pochybovat. Historik Halvdan Koht umístil bitvu do období kolem roku 900. Po dalších padesát let byla tato chronologie považována většinou učenců za nejpravděpodobnější. V 70. letech 20. století islandská historička Ólafia Einarsdóttirová ovšem dospěla k závěru, že bitva se odehrála někde mezi lety 870 a 875.